# Vanzijlia annulata
Vanzijlia es un género monotípico de plantas suculentas perteneciente a la familia Aizoaceae.  Su única especie: Vanzijlia annulata (A.Berger) L.Bolus, es originaria de Sudáfrica.

## Descripción
Es una  planta suculenta perennifolia, con un tamaño de 40 cm de altura. Se encuentra a una altitud de  20 - 350 metros en Sudáfrica.

## Taxonomía
Vanzijlia annulata fue descrita por (A.Berger) L.Bolus, y publicado en Flowering Plants of South Africa 7: , t. 262. 1927.
Sinonimia
- Mesembryanthemum annulatum A.Berger (1922)
- Vanzijlia angustipetala (L.Bolus) N.E.Br.
- Mesembryanthemum angustipetalum L.Bolus (1924)[2][3]